# Монтаг'ю (Техас)
Монтаг'ю (англ. Montague) — переписна місцевість (CDP) в США, в окрузі Монтаг'ю штату Техас. Населення — 261 особа (2020).

## Географія
Монтаг'ю розташований за координатами 33°39′55″ пн. ш. 97°43′15″ зх. д. / 33.66528° пн. ш. 97.72083° зх. д. (33.665270, -97.720954).  За даними Бюро перепису населення США в 2010 році переписна місцевість мала площу 3,30 км², уся площа — суходіл.

## Демографія
Згідно з переписом 2010 року, у переписній місцевості мешкали 304 особи в 111 домогосподарстві у складі 76 родин. Густота населення становила 92 особи/км².  Було 135 помешкань (41/км²).
Расовий склад населення:
| - 95,1 % — білих - 1,3 % — чорних або афроамериканців - 0,7 % — корінних американців - 3,0 % — осіб інших рас |

До двох чи більше рас належало 0,0 %. Частка іспаномовних становила 8,2 % від усіх жителів.
За віковим діапазоном населення розподілялося таким чином: 19,7 % — особи молодші 18 років, 62,5 % — особи у віці 18—64 років, 17,8 % — особи у віці 65 років та старші. Медіана віку мешканця становила 41,3 року. На 100 осіб жіночої статі у переписній місцевості припадало 118,7 чоловіків;  на 100 жінок у віці від 18 років та старших — 128,0 чоловіків також старших 18 років.
Середній дохід на одне домашнє господарство  становив 64 741 долар США (медіана — 45 000), а середній дохід на одну сім'ю — 72 138 доларів (медіана — 47 083). За межею бідності перебувало 13,7 % осіб, у тому числі 19,1 % дітей у віці до 18 років та 19,5 % осіб у віці 65 років та старших.
Цивільне працевлаштоване населення становило 107 осіб. Основні галузі зайнятості: сільське господарство, лісництво, риболовля — 23,4 %, освіта, охорона здоров'я та соціальна допомога — 13,1 %, будівництво — 13,1 %.